# Louis XIV (vascello)
Il Louis XIV fu un vascello di linea francese da 120 cannoni che prestò servizio nella marina francese dal 1854 al 1873.

## Storia

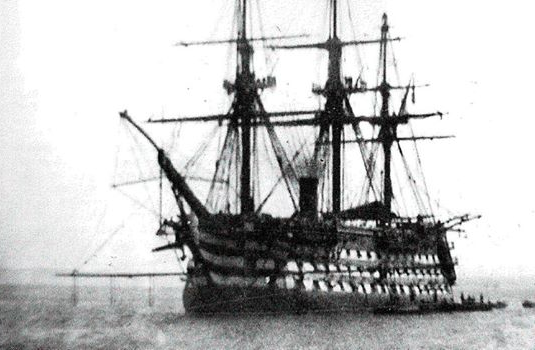
Il vascello Louis XIV a Brest nel 1865.

Il vascello da 118 cannoni Tonnant, appartenente alla Classe Commerce de Marseille, fu impostato presso l'arsenale di Rochefort nell'aprile 1811. Dopo la caduta di Napoleone Bonaparte e la seguente restaurazione della monarchia, la sua costruzione fu sospesa a tempo indeterminato per ragioni di economia. Molte navi la cui costruzione era iniziata sotto il Primo Impero furono tenute in bacino di carenaggio, protette da un provvisorio tetto in legno, pronte ad essere varate e armate rapidamente in caso di necessità, in caso di conflitto o più semplicemente per sostituire una vecchia nave ritirata dal servizio. Questa pratica permise di raggiungere, a costi inferiori, l'obiettivo ufficiale di 40 navi e 50 fregate fissato dal Ministro della marina, il barone Portal, nel 1820. Tale obiettivo non cambiò fino alla fine della monarchia di luglio. Gli ordini del 10 marzo 1824 e, tredici anni dopo, del 1º febbraio 1837 prevedevano entrambi una flotta di 40 vascelli e 50 fregate: metà in servizio attivo, l'altra metà tenuta in riserva, completata nel 22/24.
Il 26 dicembre 1828 il Tonnant fu rinominato Louis XIV, e con tale nome fu varato il 26 febbraio 1854, alla vigilia dello scoppio della guerra di Crimea. Venticinquemila persone assistettero al varo del viale galleggiante del mare, secondo le parole del quotidiano L'illustration. Il vascello, progettato per funzionare esclusivamente a vela, divenne obsoleto non appena fu immesso in servizio e fu assegnato alla squadra di riserva nel maggio 1854.
Il 28 gennaio 1855 il Louis XIV salpò da Tolone per Sebastopoli, come nave da trasporto, partecipando all'assedio della città. Nel settembre 1856 ritornò a Brest per essere trasformata in nave a propulsione mista. Rimase lì fino al 28 agosto 1857 e ricevette una macchina a vapore da 600 HP costruita da Robert Napier a Glasgow, e 1 elica sollevabile in un pozzetto.
Tra il 1858 e il 1861 il Louis XIV venne messo in posizione di riserva, poi tornò in servizio attivo a Brest come nave scuola d'artiglieria. Svolse questo compito fino al 1865, quando salpò per Tolone al fine di sostituire il Montebello in questo ruolo. Nel luglio 1870, dopo lo scoppiò della guerra franco-prussiana, l'equipaggio del Louis XIV, composto quasi interamente da artiglieri, fu precettato per assicurare la difesa di Parigi, assediata dai prussiani. Nel novembre 1870 riprese il suo compito di nave scuola d'artiglieria che durò fino al 1873, anno in cui il vascello fu disarmato. Nel 1880 il Louis XIV fu cancellato dai lista delle navi in servizio e venduto per la demolizione nel 1882.

### Fonti
1. 1 2 3 4  Three Decks.
2. 1 2 3 4 5 6 7 8 9 10 11 12  Aux Marins.
3. 1 2 3 4 5 6 7 8 9 10  Troisponts.